# Équipe cycliste Andorra-Grandvalira
Andorra-Grandvalira est une équipe cycliste andorrane qui a existé en 2009. Elle appartenait aux équipes continentales. 

## Histoire
Même si la fédération andorrane avait déjà connu une équipe professionnelle avec Festina, l'équipe Andorra-Grandvalira est la première véritable formation pro de la principauté. Festina profita seulement des avantages liés au petit État, ne s'impliquant jamais véritablement dans le cyclisme andorran (mis à part quelques coureurs engagés). 
L'équipe Andorra-Granvalira est une équipe fondée en 2009. L'équipe a été créée en 2004 au niveau amateur. Pendant plusieurs d'années, elle forme de jeunes andorrans au sport professionnel (devant l'absence d'Andorrans au plus haut niveau, depuis près de 15 ans). Il faut, en effet, remonter à Emili Perez Font, pour trouver un coureur andorran ayant eu quelques résultats au niveau international. Pour retrouver le plus haut niveau, le gouvernement andorran soutient l'équipe, et lui permet de monter au niveau professionnel.
L'équipe est donc montée, en conséquence, avec une partie de l'équipe Extremadura, dissoute en 2008. L'équipe en tire ses meneurs Jaume Rovira et Carlos Torrent qui encadrent un groupe composé en grande partie de coureurs espoirs. La moyenne d'âge de l'équipe ne lui permettant pas de rivaliser avec les grandes équipes. 
Le projet de l'équipe est de monter une équipe continentale professionnelle d'ici à 2012 et surtout de préparer les jeunes andorrans aux Jeux olympiques d'été de 2012. Le staff est composé des Catalans Melchor Mauri, manager et du directeur sportif, Domènec Carbonell. L'ancien professionnel David Gutierrez frère de José Enrique.
Sur le plan purement sportif, l'équipe remporte deux victoires, la plus importante étant celle de Jaume Rovira sur la Prueba Villafranca de Ordizia. L'autre victoire est celle de Sergi Escobar lors de la quatrième étape du Tour du Chiapas. 
Finalement, l'équipe n'a pas continué la saison suivante en raison du manque de soutien financier.

## Saison 2009

### Effectif
| Coureur                   | Date de naissance | Nationalité | Équipe 2008              | Équipe 2010                  |
| ------------------------- | ----------------- | ----------- | ------------------------ | ---------------------------- |
| Luis Alvès de Olivera     | 01.05.1982        | Andorre     | Néo-pro                  |                              |
| Aitor Aznar               | 23.04.1986        | Espagne     | Néo-pro                  |                              |
| Sergio Brito Da Costa     | 25.11.1983        | Andorre     | Néo-pro                  |                              |
| Francisco Javier Carrasco | 31.03.1985        | Espagne     | Néo-pro                  |                              |
| Dmitri Chuzda             | 24.08.1987        | Ukraine     | Néo-pro                  |                              |
| Mouloud El Allaoui Arabi  | 28.02.1977        | Andorre     | Néo-pro                  |                              |
| Sergi Escobar             | 22.09.1974        | Espagne     | Azpiru-Ugarte            | Guerola-Valencia Terra I Mar |
| Egoitz García             | 31.03.1986        | Espagne     | Néo-pro                  | Caja Rural                   |
| Raúl García de Mateos     | 05.07.1982        | Andorre     | Ex-pro (Relax-GAM 2007)  | Supermercados Froiz          |
| Vicente García de Mateos  | 19.09.1988        | Andorre     | Néo-pro                  | Supermercados Froiz          |
| Xavier López              | 16.06.1981        | Andorre     | Néo-pro                  |                              |
| Helder López              | 11.12.1986        | Andorre     | Néo-pro                  |                              |
| Arnau Méndez              | 01.06.1986        | Espagne     | Néo-pro                  |                              |
| Julio Moa                 | 04.04.1986        | Andorre     | Néo-pro                  |                              |
| Indaleci Pérez            | 27.01.1990        | Andorre     | Néo-pro                  |                              |
| Eduard Prades             | 09.08.1987        | Espagne     | Néo-pro                  | Azysa-Cetya-Conor WRC        |
| Aitors Punzano            | 03.12.1987        | Andorre     | Néo-pro                  |                              |
| Dmitri Puzanov            | 23.10.1982        | Russie      | Néo-pro                  |                              |
| José Luis Ramos           | 11.03.1983        | Andorre     | Néo-pro                  |                              |
| Jaume Rovira              | 03.11.1979        | Espagne     | Néo-pro                  | Heraklion Kastro-Murcia      |
| Carlos Torrent            | 29.08.1974        | Espagne     | Extremadura              |                              |
| Ángel Vallejo             | 01.04.1981        | Espagne     | Centro Ciclismo de Loulé | Supermercados Froiz          |

### Victoires
| Date       | Course                        | Pays    | Classe | Vainqueur    |
| ---------- | ----------------------------- | ------- | ------ | ------------ |
| 25/07/2009 | Prueba Villafranca de Ordizia | Espagne | 1.1    | Jaume Rovira |